# Athripsodes inaequalis
Athripsodes inaequalis är en nattsländeart som först beskrevs av Mclachlan 1884.  Athripsodes inaequalis ingår i släktet Athripsodes och familjen långhornssländor. Inga underarter finns listade i Catalogue of Life.